# 陶伊灣
陶伊灣是俄羅斯的海灣，位於馬加丹州對開的鄂霍次克海，長度75公里，闊度130公里，面積約10,000平方公里，平均水深50至60米，沿岸城市有馬加丹。
59°18′N 150°24′E / 59.300°N 150.400°E